# 147 a.C.
Il 147 a.C. (CXLVII a.C. in numeri romani) è un anno  del II secolo a.C.

## Eventi
- Publio Cornelio Scipione Emiliano, Gaio Livio Druso diventano consoli della Repubblica romana.

## Nati
- Antioco VI Dioniso